# (6764) Кириллавров
(6764) Кириллавров (лат. Kirillavrov) — типичный астероид главного пояса, открыт 7 октября 1981 года советским астрономом Людмилой Черных в Крымской астрофизической обсерватории и 24 января 2000 года назван в честь актёра и режиссёра Кирилла Лаврова.

## Обнаружение и именование
(6764) Кириллавров
Открыт 7 октября 1981 года в Крымской астрофизической обсерватории Л. И. Черных.
Кирилл Юрьевич Лавров (р. 1925) — выдающийся российский актёр и общественный деятель, народный артист бывшего СССР, лауреат Ленинской и Государственной премий. Он был актёром Большого драматического театра в Санкт-Петербурге с 1955 года и художественным руководителем с 1989 года.
Оригинальный текст (англ.)6764 Kirillavrov
Discovered 1981 Oct. 7 by L. I. Chernykh at the Crimean Astrophysical Observatory.
Kirill Yurʹevich Lavrov (b. 1925) is a prominent Russian actor and public figure, People's Artist of the former U.S.S.R. and laureate of the Lenin and State Prizes. He was an actor at the Bolshoi Dramatic Theatre in St. Petersburg from 1955 and artistic adviser since 1989.
Источники: 20000124/MPCPages.arc; M.P.C. 38195.

## Физические характеристики
Астероид относится к таксономическому классу S.
По результатам наблюдений в видимом и ближнем инфракрасном диапазоне космического телескопа NEOWISE диаметр астероида оценивался равным 5,287±0,089 км и 5,42±0,99 км. Согласно тем же источникам альбедо оценивается как 0,3987±0,0459, 0,40±0,18 и 0,399±0,046.